# Anna Nilsson-Ehle

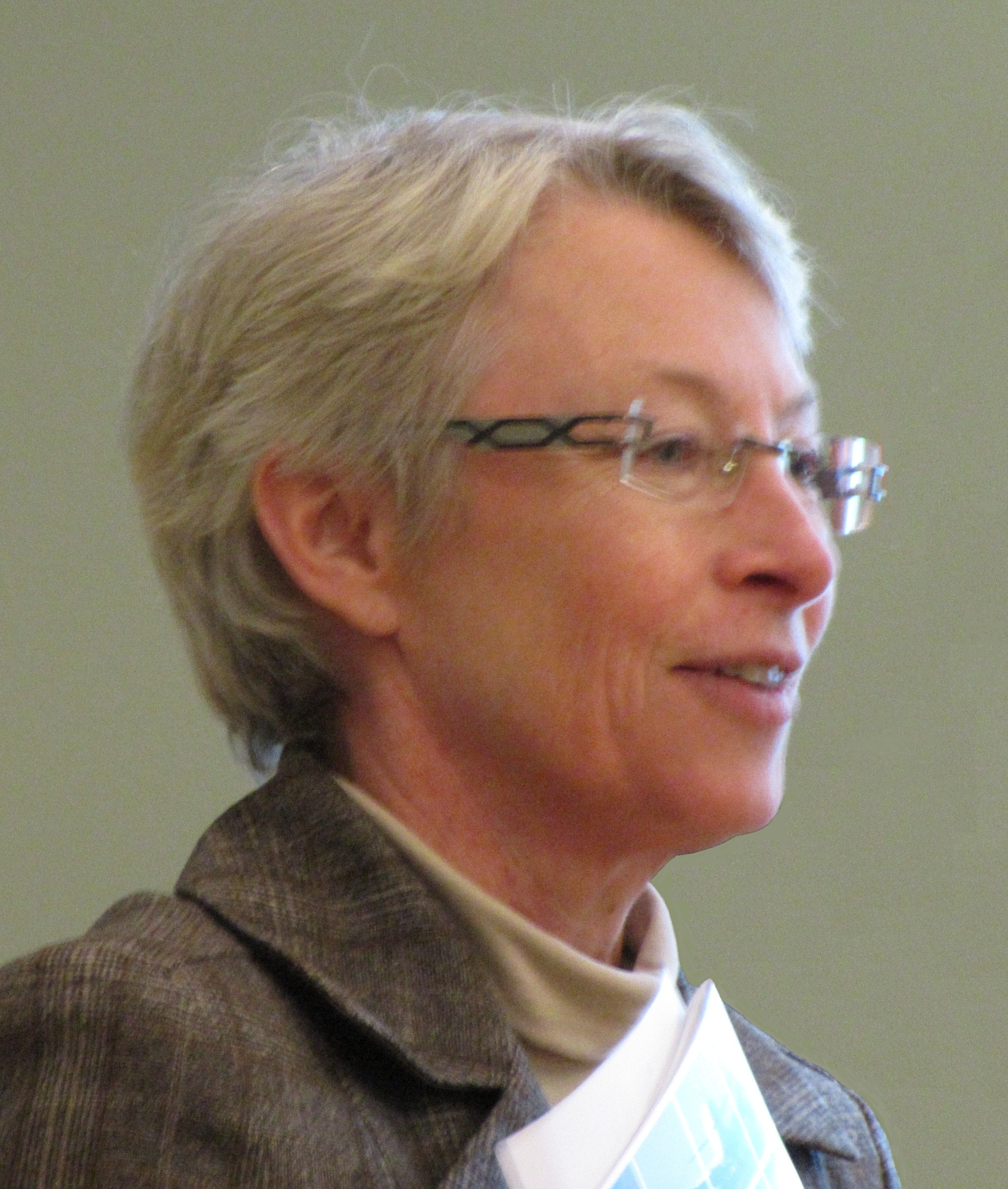
Anna Nilsson-Ehle (2010)

Anna Nilsson-Ehle, född 1951 i Malmö, är en svensk företagsledare och civilingenjör. 
Anna Nilsson-Ehle är utbildad till civilingenjör i teknisk fysik vid Chalmers tekniska högskola (examen 1976). Hon var anställd vid Volvo och Volvo Personvagnar 1979–1998. Hon var VD för Korsvägen Vetenskapscentrum AB (sedermera Universeum AB) 1999–2004 och ledare för forskningscentrumet SAFER (fordons- och trafiksäkerhetscentrum vid Lindholmen Science Park i Göteborg) 2006-2016.
Nilsson-Ehle har innehaft styrelseposter i Outokumpu (2005–), Chalmersstiftelsen, Svensk Bilprovning AB och Rymdstyrelsen. Sedan 2017 är hon styrelseordförande i Vinnova och Lindholmen Science Park AB. Hon utsågs 2001 till Årets Projektledare av Svenska Projektakademien vars ordförande hon är sedan 2014.
Anna Nilsson-Ehle är styrelseordförande vid Högskolan i Borås sedan 2023.

## Utmärkelser
- 2002 - Hedersdoktor vid Kungliga Tekniska högskolan[5]
- 2004 - Ledamot av Kungl. Ingenjörsvetenskapsakademien
- 2013 - Gustaf Dahlénmedaljen
- 2017 - Chalmersmedaljen, med motiveringen " för sitt föredömliga arbete som föreståndare och vd för Safer, Chalmers fordons- och trafiksäkerhetscentrum, där hon sedan starten 2006 med stor uthållighet, mycket mod och ett starkt engagemang tagit Safer på en lång resa där förändring och förnyelse varit ledord på vägen"[6]